# Средневековые надписи Мангупа
Средневековые надписи Мангупа — корпус эпиграфических источников по истории христианского Мангупа, систематизированный в последние годы А. Ю. Виноградовым, который сейчас включает 27 греческих и 2 готских памятника, обнаруженных на территории городища, либо в его округе: мангупские надписи — третьи по количеству в Северном Причерноморье, уступая лишь Херсонесу и Керчи. По тематике встречаются надписи строительные, посвятительные, с обращениями (призывами), литургические, памятные, подписи к иконам. Многие надписи, найденные и описанные до 1917 года, в настоящее время либо утрачены полностью, либо дошли в повреждённом состоянии (фрагментами). О надписях на воротах Мангупа, упомянутых Мартином Броневским и на одной из башен в балке Гамам-Дере, которую видели только И. С. Андриевский и Н. Н. Мурзакевич, известно только, что они существовали. Греческие надписи выполнялись на византийском греческом двумя видами шрифта: унциалом и минускулом.

## История изучения
Первым обратил внимание на мангупские надписи П. И. Сумароков — это была самая известная Строительная надпись Алексея 1427 года, в 1896 году вышел первый свод византийских и послевизантийских греческих надписей В. В. Латышева. В 1933 году выходит обзорная работа Н. В. Малицкого «Заметки по эпиграфике Мангупа». В дальнейшем учёные обращались к средневековым надписям, в основном, если того требовало содержание научной работы. В большинстве случаев интерпретация текстов содержала ошибки, вызванные либо неверным прочтением букв и слов (исследования, в основном, велись по фотографиям с соответствующим тому времени качеством, либо, с устаревшей исторической базой, противоречащей современным воззрениям). С 2015 года, в рамках международного проекта, А. Ю. Виноградовым издаётся в электронном виде полный корпус древних надписей Северного Причерноморья, начиная с вышедшего в тот год V тома «Византийские надписи». В него включены и мангупские эпиграфические памятники. В корпус включены все относящиеся к Мангупу 19 греческих надписей c V века по 1475 год, но лишь пять из них имеют точную датировку (иногда спорную), датировка ещё пяти допускает разночтения. Надписи выполены на каменных плитах (в основном из местного известняка, очень редко — из привозного мрамора), надгробьях и архитекрурных деталях строений, в основном, храмов.

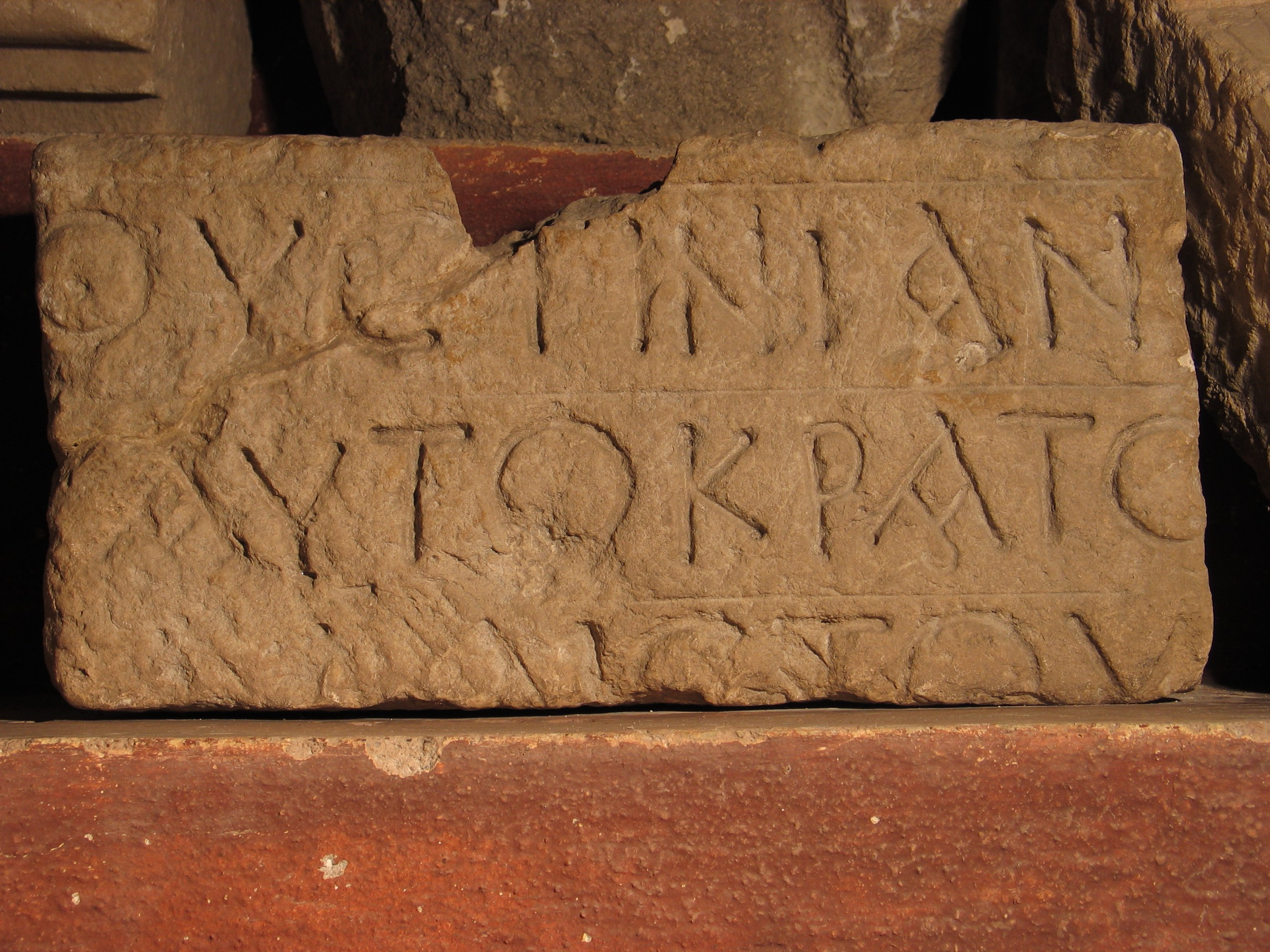
Надпись Юстиниан I, VI век
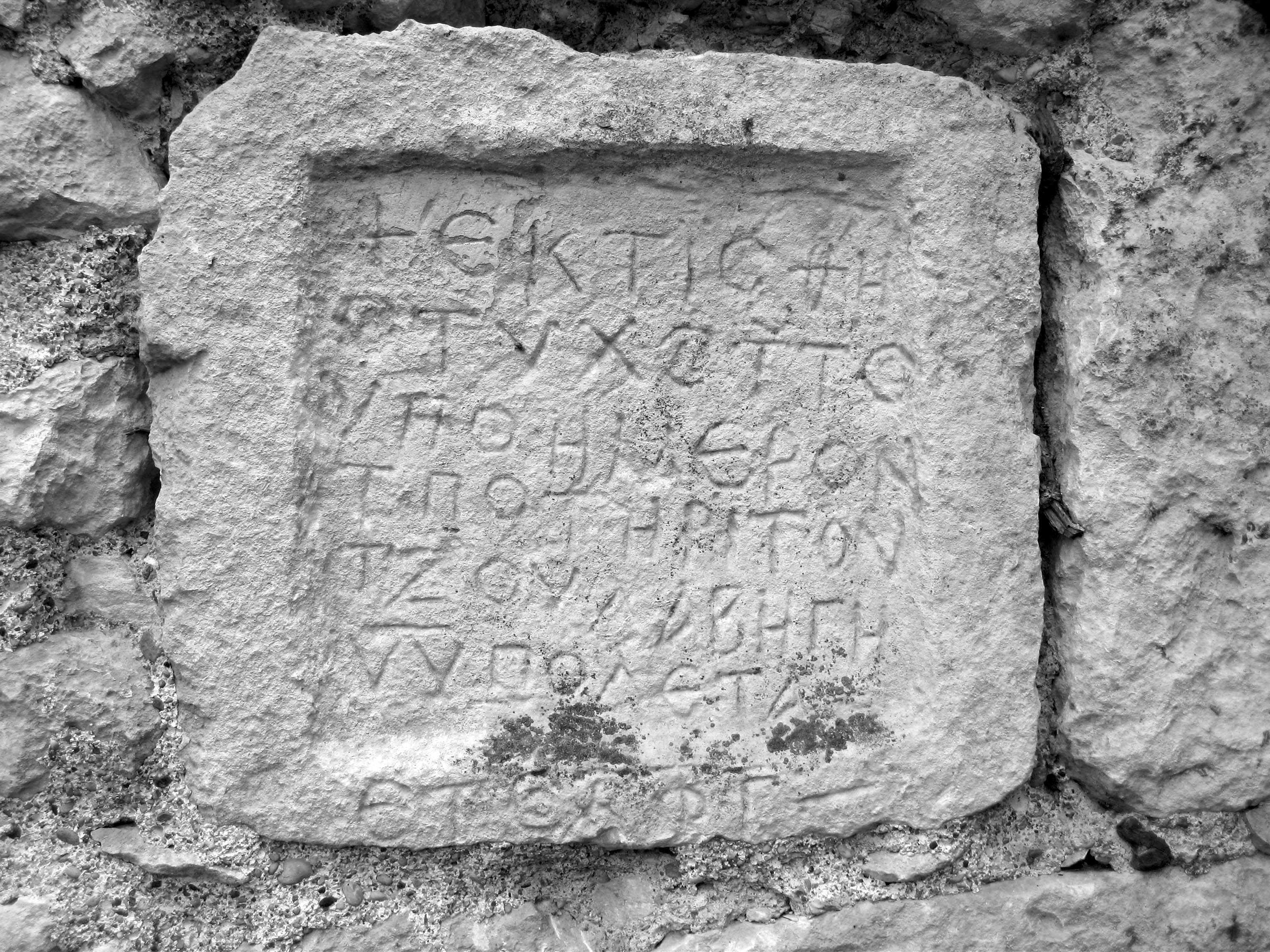
Строительная надпись Цулы-бега, 994–995 год
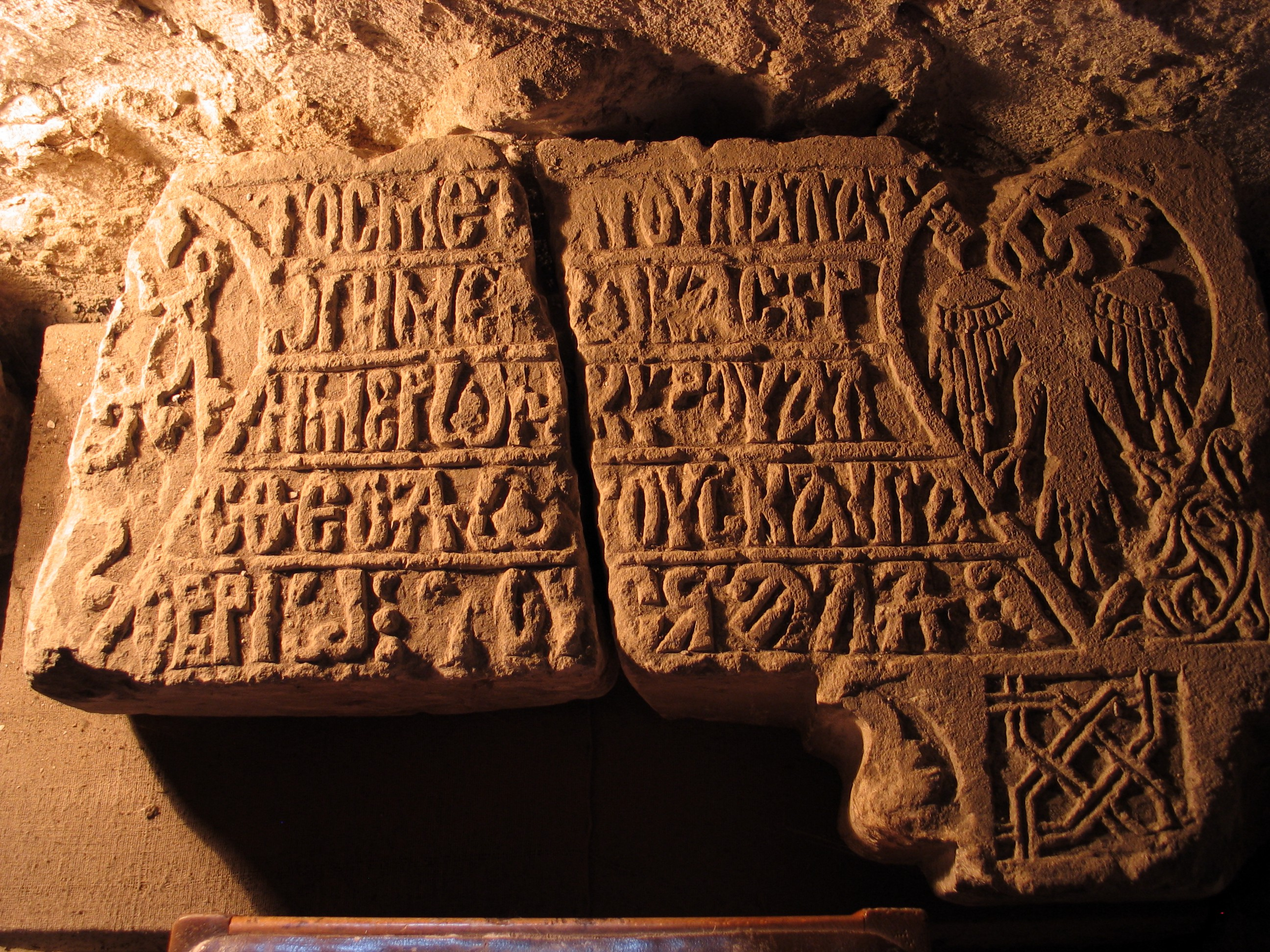
Строительная надпись князя Алексея 1425 года
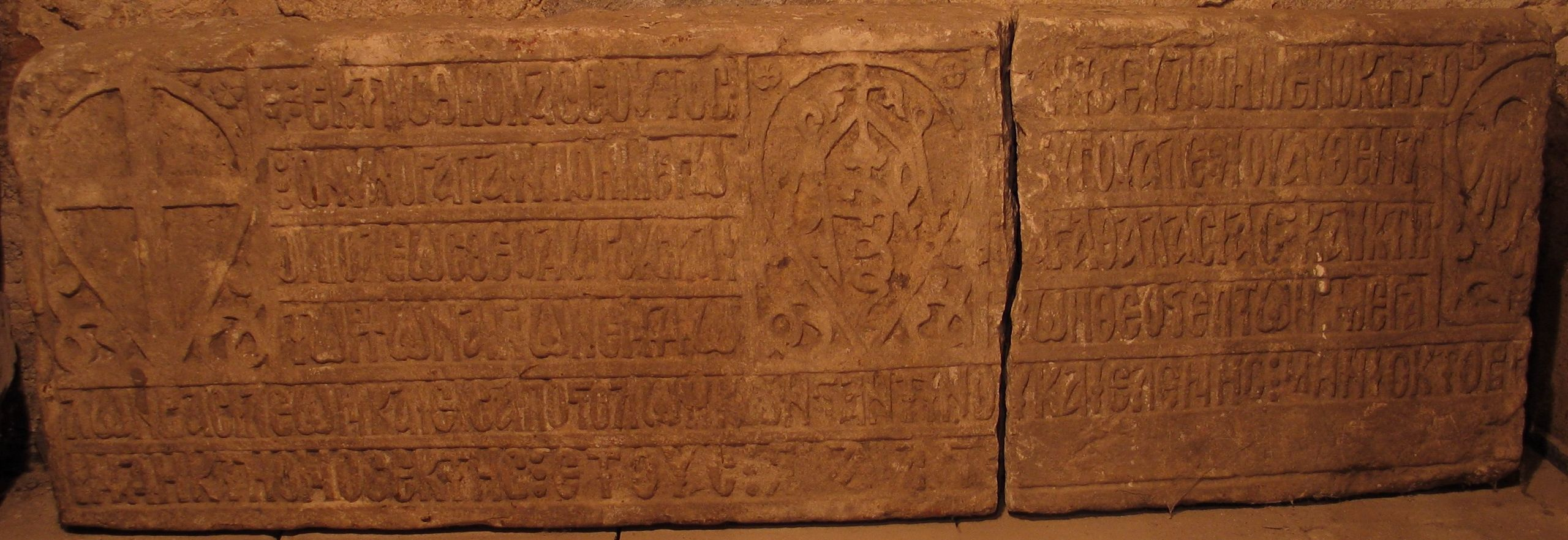
Надпись князя Алексея о строительстве дворца 1427 года
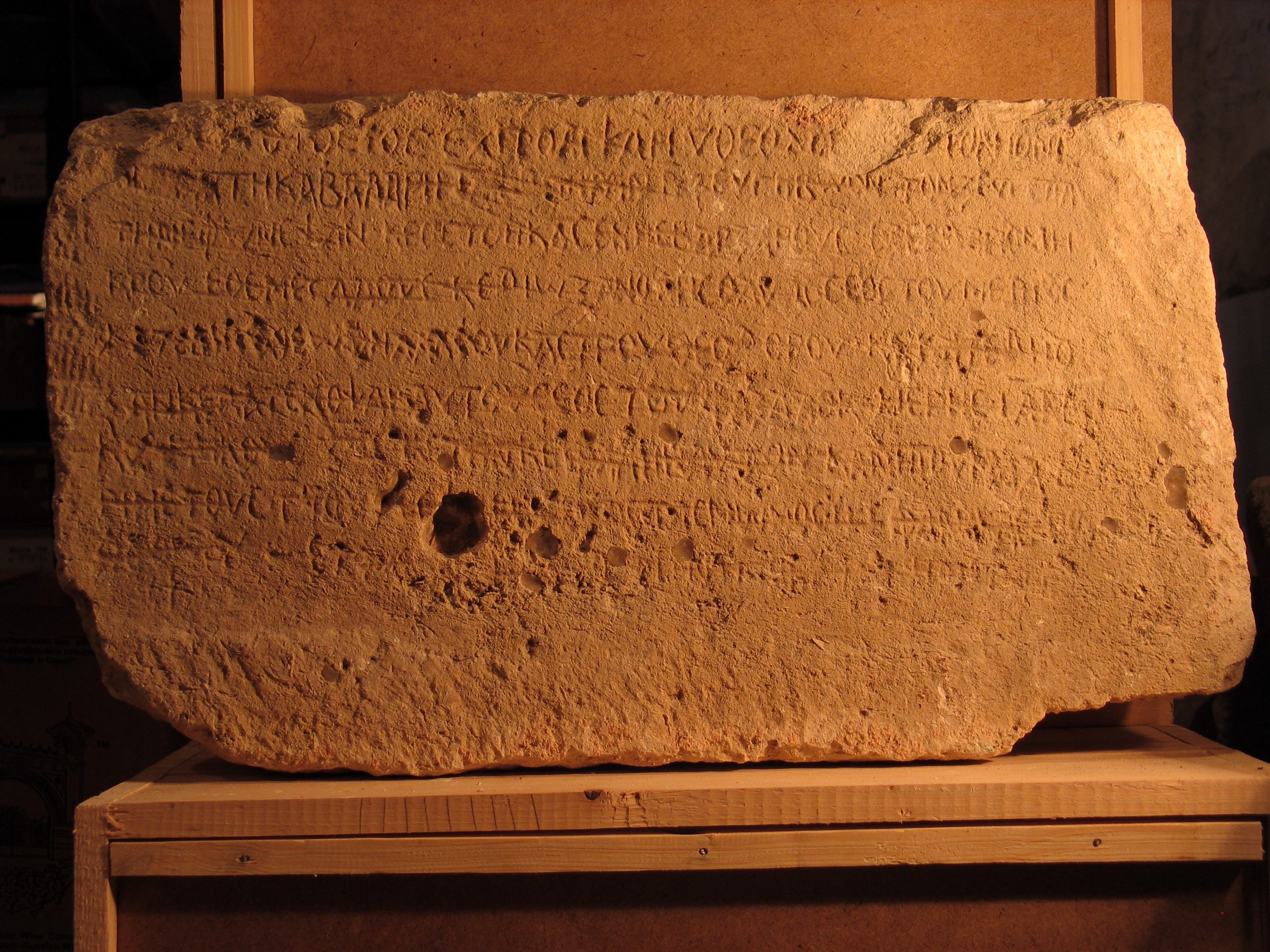
Надпись феодоритов 1282–1283 года с одной из башен Мангупа

## Датированные надписи

### Строительная надпись Юстиниана I
Строительная надпись времени Юстиниана I, с дискутируемой датой: 532—533 год, 547—548 год или 562—563 год. Найдена при раскопках Большой базилики Р. Х. Лепером в 1913 году, как вторично использованная при реконструкции храма. По характеру надписи — краткая формула и очень крупные буквы, она предназначалась для рассмотрения с большого расстояния и, видимо, была вставлена в стену. Предполагается, что надпись повествует о строительстве крепости на Мангупе, известном из трактата Прокопия Кесарийского О постройках.
ср.-греч. ουστινιαν[οῦ] [το]ῦ̣ α̣ὐτοκράτο[ρος], [---] ἰ̣ν̣δ̣(ικτιῶνος) α̣ι̣, ἔ̣τ̣ο̣υ̣ — «…при (?)] Юстиниане самодержце …, в 11-й индикт, в .. году»

### Надпись Цулы-бега
Очень важным считается памятник, известный, как «надпись Цулы-бега», позволяющему точно датировать строительство (восстановление) крепостной стены в овраге Табана-дере в 994—995 году, во время вхождения Мангупа в состав византийской Херсонской фемы. Надпись выполнена на известняковой плите высотой 48,0 см и шириной 44,0 см с рельефной рамкой (на нижней стороне которой вырезана последняя строка), впоследствии покрытой тонким слоем белой штукатурки.
ср.-греч. Ἐκτίσθη ὁ τῦχος τ(οῦ)τος ὑπὸ ἡμερο͂ν τοποτηριτοῦ Τζουλα-βήγη, υ(ἱο)ῦ Πολέτα·ἔτος ͵ςφγ «Построена эта стена во дни местоблюстителя Цулы-бега, сына Полета, в 6503 году»
Надпись была случайно обнаружена 9 сентября 1901 года археологом-любителем М. И. Скубетовым в стене одной из башен в овраге Табана-дере и опубликована В. В. Латышевым в 1902 году. Ввиду того, что Скубетов не знал греческий, он не совсем верно перерисовал буквы, из-за чего Латышевым была также неверно переведена и интерпретирована надпись. Главная ошибка была допущена в 7-й строке, в которой Скубетов принял первую букву в обозначении года за альфу: получалось, что стена сооружена в 1503 году, что и написал Латышев в своей работе. При более тщательном рассмотрении в последней строке хорошо видна стигма и в современном прочтении дата указывает на 6503 год (с 1 сентября 994 года до 31 августа 995 года).

### Строительная надпись 1179 года
Надпись на круглой капители в виде плетенной корзинки с валиком из «Каралезской базилики» — остатков храма, найденного при строительстве пруда в начале 1980-х годов на западной окраине села Ходжа-Сала (сейчас затоплены)

### Надпись на стене пещеры 1220—1221 года
Надпись на северо-восточной стене северной пещеры верхнего яруса Северного монастыря, расположена над северной нишей, на высоте 80 см от пола. Содержит обозначение года (ср.-греч. Ἔτ(ους) ͵[ς]ψκθ — «В [6]729 году», что соответствует 1220—1221 году), трактуется, как памятная, но не исключается дата вырубки пещеры. Обнаружена А. Л. Бертье-Делагардом около 1896 года, публиковалась Латышевым в 1897 году.

### Строительная надпись 1224—1225 года
«Небрежно вырезанная» надпись находится на южной стене пещерного храма Северного монастыря, над аркосолием с гробницей. Обнаружена и обследована Р. Х. Лепером и М. И. Скубетовым в 1913 году, в настоящее время сильно закопчена, и плохо читается, переведена, как «В 6733 году. Строится ныне … господином … все…ейшим иеромонахом и …» и, возможно, повествует о создании храма, как погребального, в годы создания монастыря.

### Строительная надпись 1382—1383 года
«Строительная надпись 1382—1383 года» — вариант названия надписи XIV века, выполненной на известняковой плите, повествующей о военном столкновении феодоритов с некими врагами, устроившими разбойное нападение в окрестностях Мангупа. Хранится в коллекции Бахчисарайского музея.

### Строительная надпись Хуитана
Широко известная «Строительная надпись Хуитана», по мнению большинства историков, рассказывает о строительных работах по перенесению стены и башен в 1300—1301 или 1361—1362 году, при этом А. Ю. Виноградов считает, что с большей вероятностью плита с надписью предназначалась для укрепления на Бойке, но, пострадав в пожаре не была туда доставлена. Найдена и опубликована Лепером в 1913 году. Первый исследователь памятника Н. В. Малицкий предложил прочтение даты на надписи, как «6870», то есть 1361—1362 год.

### Надпись Чичикия
Надпись на мраморной плите, высотой 71,0 см, шириной 35,0 см и толщиной 13,0 см, обломанной справа, со сколами по всем краям, выполненная на греческом языке, датированная периодом 1391—1401 года. Сохранившаяся часть надписи в русском переводе выглядит так: «Пос… …снования трудами …ци сотни… в ц… Тохтамы… в 6900 году», или, после доработки на основании известных фактов, как «Построено от основания трудами …ци сотника в царствование Тохтамыша в 6900 году». Была найдена, как вторично использованная, в кладке башни второй линии обороны в Табана-Дере Ф. А. Брауном в 1890 году. Первое изучение и перевод сделан В. В. Латышевым в 1896 году, от же прочёл имя строителя, как сотника Чичикия, после чего оно закрепилось в научном обороте; также Латышев считал, что все происходило при хане Тохте. Н. В. Малицкий, в работе 1933 года, не принимает прочтения строителя, как Чичикия, выдвигая версию о тюркском окончании имени. Имя же хана, критикуя ошибки Латышева, читает, как Тохтамыш, датируя надпись 1380-ми годами. А. Ю. Виноградов, в наше время, имя Чичикия при прочтении также не обнаружил, в его толковании от имени осталось только окончание «…ци».

### Строительная надпись 1403 года
Надпись на плите из проконесского мрамора, высотой 23,0 см, шириной 39,0 см и толщиной 13,0 см, разбитая на 3 части и обломанная со всех сторон, кроме правой. Остатки надписи читаются как
ср.-греч. ἐν μηνὶ̣ …ριλείῳ α´ ἱμ…, …τ̣ο̣υ̣ς̣ …οῦ …οῦ ια´ … ια
Восстанавливается в виде «1 [ап]реля, в [воскресенье], в шесть тысяч девятьсот 11-м году, в 11-й индикт». Памятник найден Т. X. Лепером в 1913 году при раскопках дворца, опубликован В. В. Латышевым, который по сопоставлению шрифтов относил надпись к периоду около 1425 года. В фондах Херсонесского музея на сегодняшний день сохранилась лишь центральная часть надписи.

### Строительная надпись Алексея 1425 года
Надпись на дверной притолоке, по сложившемуся консенсусу, принадлежавшая дворцу князя Алексея и повествует о его строительстве
ср.-греч. [Ἐκτίσθη ὁ πύργος? οὗ]τος μετὰ τοῦ παλατ-[ίου καὶ σὺν τῷ εὐλ]ογημένῳ κάστρ-[ῳ, ὃ νῦν ὁρᾶται, ὑπὸ] ἡμερῶν κυροῦ Ἀλ[εξίου αὐθέντου πόλεω]ς Θεοδώρους καὶ πα[ραθαλασσίας, μηνὶ Ὀκτ]οβρίῳ, ἔτους ͵ςϠλδ — [Построена э]та [башня (?)] вместе с двор[цом и с благос]ловенной крепость[ю, которая ныне видима, во] дни господина Ал[ексея, господаря город]а Феодоро и по[морья, в окт]ябре 6934 года
Найдена Р. X. Лепером при раскопках 1912 года у башни-донжона дворца, вход в которую, вероятно и украшала. Хранится в коллекции Бахчисарайского музея
.

### Строительная надпись Алексея 1427 года
Самый известный из мангупских эпиграфических памятников, дискутируемого происхождения и назначения, в настоящее время большинством специалистов относимый к Мангупу.

### Надгробие анагноста Стефана
Однорогое двускатное известняковое надгробие анагноста (чтеца) Стефана было обнаружено Р. Х. Лепером при раскопках 1912 года возле Большой базилики, снаружи храма, у стены апсиды. Надпись расположена на роге и отчасти на основном массиве памятника. Лепер тогда же прочёл и превёл текст, его интерпитация совпадает с современной. Надпись гласит
ср.-греч. Ἐκημήθι ὁ δοῦλο[ς] τοῦ Θ(εο)ῦ Στέφανος ἀναγνόστης, σύμβιον καὶ τέκνον αὐτοῦ ἐν μη(νὶ) Νοεβρίο θ´, ἔτους ͵ςϠξε´ — Почил раб Божий Стефан, его жена и дети 9 ноября 6965 года
В григорианском летоисчислении — 9 ноября 1456 года. По разному начертанию букв специалисты сделали вывод, что надгробие было изготовлено заранее, а дата вырезана после смерти чтеца и она относится только к Стефану, а не к членам его семьи.

## Не датированные надписи
Восемь эпиграфических памятников в разное время были найдены на территории Большой базилики: См. Средневековые надписи базилики.
- Посвящение чтеца, IX—X века — надпись на плите из плотного мергеля, размерами 14,0 см высотой, 13,0 см шириной и толщиной 4,0 см. Плита обломана со всех сторон, лицевая сторона сильно потёрта. Обрамлена рельефной рамкой с выбитым посередине рельефным крестом с расширяющимися концами, в верзней части которого нанесён текст, также вверху изображена рельефная ветвь. Вероятно, представляет собой посвящение, связанное со строительством или украшением храма. Найдена в 1981 году В. Л. Мыцем при раскопках Крестообразного храмаср.-греч. Ἐγό, ἀναγνόστ(η)ς, δοῦ̣[λ]ο<ς>Χ(ριστο)ῦ — Я, чтец, раб Христов…Хранится в Ялтинском историко-литературном музее[28]. Первое прочтение надписи было предпринято Э. И. Соломоник[29], которая допустила ошибки в переводе, в результате сделав неверный вывод о посвящении храма св. Феодоту[28].
- Демонстративная надпись XIV—XV века — надпись на плите из известняка, размерами 73,0 см высотой, 25,0 см шириной и толщиной 27,0 см. На лицевой стороне, с сильно стёртой поверхностью, 2 плоские стрельчатые ниши глубиной 2—3 см с рельефным изображением процветшего креста в каждой. Исходя из художественного оформления датируется XIV—XV веком. Реконструированная верхняя строка надписи с переводом выглядит так:

ср.-греч. Φ(ῶς) [Χ(ριστοῦ)] φ(αίνει) π(ᾶσιν?) — Свет Христов сияет всем
Вторая строка переводу не поддается. Памятник был обнаружен и обследован под руководством Е. В. Веймарна в 1968 году, описан в работе Е. В. Веймарна и других «Археологические исследования столицы княжества Феодоро», в которой указано на нечитаемость надписи и высказывается предположение о принадлежности плиты в качестве архитектурной детали неустановленному храму. Современное местонахождение плиты неизвестно.
- Прошение неизвестного — надпись на плите из мрамора, найденной в 1890 году при раскопках октогонального храма Ф. А. Брауном[32], о чём было сообщено на заседании Таврической ученой архивной комиссии в 1891 году: «…обломок мраморной плиты с греческой надписью, которую по неполноте трудно восстановить»[33]. Находку доставили в музей Комиссии[34]. Краткое упоминание об обломках мрамора с буквами и изображениями креста оставил К. К. Косцюшко-Валюжинич[35]. Современное местонождение памятника неизвестно, фотографий надписи нет, по рукописным отчётам восстановлен текст с неизвестной датировкойср.-греч. ἐλέησ… τὸν δοῦλον σοῦ …ρο — помил… раба Твоего[32]
- Прошение Константина, IХ-XI век — 4 надписи на стеле из известняка, выполненной в виде круга, размерами 29,0 см высотой, 30.5 см шириной и толщиной 9,3 см. Стела обрамлена по периметру рамкой высотой 0,5 см, внутри рамки — рельефный крест с расширяющимися концами и кругом в центре. Надписи размещены на концах рукавов креста (причём одна сделана повех другой), на верхней части рамки и в правом верхнем углу — по 1 строке и в левом верхнем углу, с расположением строк снизу вверх. 1-я надпись содержит типичную формулу «свет, жизнь» (ср.-греч. Φῶς  Ζωή), поверх которой нанесена следующая каноническая «Иисус побеждает» (ср.-греч. Ἰ…ς νικᾷ). На верхней части — начало заамвонной молитвы «Спаси… люди твоя и…» (ср.-греч. …λαών σου, καὶ τόν) и надпись в левом верхнем углу, давшая название памятникуср.-греч. Κ(ύρι)ε, βοήθη τὸν δοῦλόν σου Κ…σταντῆνον ἁμαρτολόν — Господи, помоги рабу Твоему Константину грешникуАртефакт был найден при раскопках «Каралезской базилики» в 1984 году и, видимо, предназначался для закладки в стену[36]. Обнаруживший стелу археолог В. А. Сидоренко, не прочитав всего текста, датировал надпись, как и всю базилику, 2-й половиной VI века[37]. На основании палеографического анализа Виноградов отнёс надписи к IХ-XI веку. Хранится в Центральном музее Тавриды[36].
- Надгробие Карамани- XV века — надгробная надпись на плите из известняка, размерами 17,0 см высотой, 15,0 см шириной и толщиной 8,0 см, обломанной со всех сторон. Найдена при раскопках Р. Х. Лепера в 1912 году в яме около дворца князя Алексея[38], издана В. В. Латышевым в 1918 году в виде ср.-греч. Ἐνθάδε κατάκειται] ὁ δοῦλος…α̣ρ̣αμάνι (…и раб [Божий] Карамани…)[15]. Палеографически датируется XV веком, хранится в Херсонесском музее[38].
- Надгробие Феклы, IХ—XI век — надгробная надпись, найденная археологом В. А. Сидоренко при раскопках «Каралезской базилики» в 1984 году и им же опубликованная (ср.-греч. Ἐτελει(ώ)της (sic!) ἐν Κ(υ)ρ(ίῳ) δοῦλος τοῦ [Θ(εο)ῦ …)[37]. Переведено, как «Скончалась раба Божья Фекла, супруга раба Божьего …, .-го …, в …», палеографически датируется IХ—XI веком. Хранится в Центральном музее Тавриды. Это единственное в средневековом Крыму упоминание имени «Фёкла»[39].